# Chagarovo (raïon de Bolchoïe Soldatskoïe)
Chagarovo (en russe : Шагарово) est un hameau du selsoviet de Volokonsk du raïon de Bolchoïe Soldatskoïe dans l'oblast de Koursk, en Russie. Sa population s'élevait à 1 habitant au recensement de 2021.

## Géographie
Le hameau de Chagarovo se situe dans l'oblast de Koursk, un oblast de la partie européenne de la Russie. Le hameau fait partie du raïon de Bolchoïe Soldatskoïe, avec Bolchoïe Soldatskoïe comme centre administratif. Il se trouve dans le selsoviet de Volokonsk, une municipalité, avec le hameau de Volokonsk comme chef-lieu.

## Démographie
Recensements (*) et estimations de la population :
| 2002 * | 2010* | 2021* | - |
| ------ | ----- | ----- | - |
| 12     | 1     | 1     | - |